# Omomyidae
Los omomíidos (Omomyidae) son una familia de primates extinta que se diversificó durante el Eoceno, hace entre 55 y 34 millones de años. Sus fósiles se han hallado en América del Norte, Europa, Asia y posiblemente África. Omomyidae fue uno de los dos grupos de primates del Eoceno con una distribución geográfica holártica, el otro grupo fueron los adapiformes. Los primeros miembros de estos grupos aparecieron a principios del Eoceno, hace 55 millones de años, en América del Norte, Europa y Asia y fueron los primeros primates conocidos provistos de corona dental.

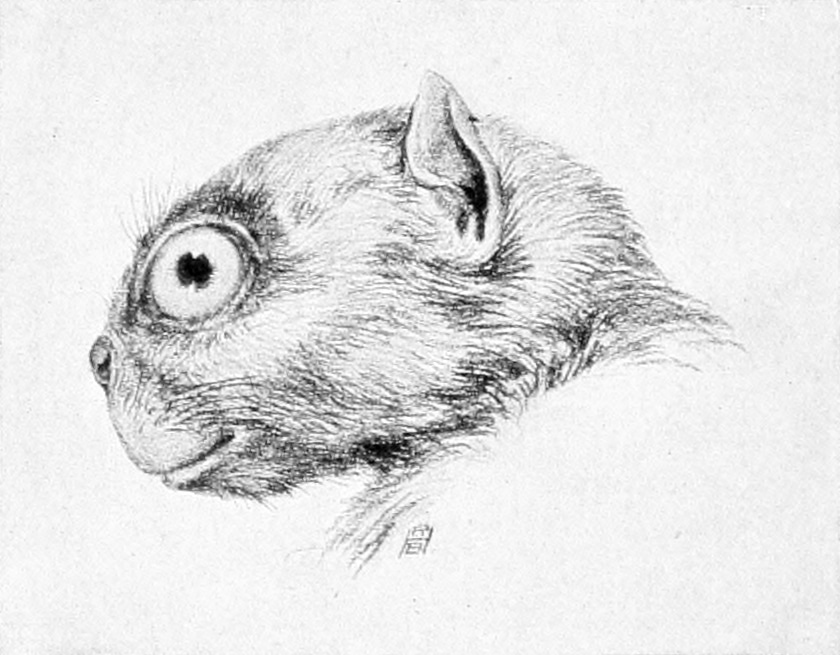
Representación artística de Anaptomorphus homunculus.

La mayoría de los omomíidos se caracterizan por la órbita grande, rostro y arcadas dentales cortos, pérdida de premolares anteriores, molares adaptados para una dieta insectívora y frugívora y un cuerpo relativamente pequeño, por lo general menor a 500 g. Sin embargo, para finales del Eoceno Medio (hace unos 40 millones de años), algunos omomíidos de América del Norte, como Macrotarsius, desarrollaron una masa corporal que excedía el kilogramo y una dieta frugívora o folívora. Las órbitas grandes en géneros como Tetonius, Shoshonius, Necrolemur y Microchoerus indican que probablemente eran nocturnos. Al menos un género que tenía órbitas pequeñas, Rooneyia del Eoceno Superior hallado en Texas, Estados Unidos, era probablemente diurno.
Lo mismo que los primates modernos, los omomíidos tenían manos prensiles y pies con dedos dotados de uñas en lugar de garras. Las características de sus esqueleto indican de forma convincente que vivían en los árboles. En al menos un género (Necrolemur), la tibia y el peroné, estaban fusionadas como en los tarseros modernos. Esta característica puede indicar que Necrolemur saltaba con frecuencia. La mayor parte de los otros géneros (por ejemplo Omomys), carecían de especializaciones para el salto y sus esqueletos se parecían más a los lémures enanos y a los lémures ratón.

## Clasificación
- Familia Omomyidae Trouessart, 1879
  - Ekgmowechashala Macdonald, 1963 (posiblemente un adapiforme)
  - Altanius Dashzeveg & McKenna, 1977
  - Altiatlasius Sigé et al., 1990
  - Baataromomys[3] Ni et al., 2007
  - Kohatius Russell & Gingerich, 1980
  - Suratius Bajpai et al., 2007
  - Vastanomys[4] Bajpai et al., 2005
  - Subfamilia Anaptomorphinae Cope, 1883
    - Tribu Trogolemurini Szalay, 1976
      - Sphacorhysis Gunnell, 1995
      - Trogolemur Matthew, 1909

    - Tribu Anaptomorphini Cope, 1883
      - Absarokius Matthew, 1915
      - Anaptomorphus Cope, 1872
      - Anemorhysis Gazin, 1958
      - Arapahovius Savage & Waters, 1978
      - Artimonius[5] Muldoon & Gunnell, 2002
      - Aycrossia Bown, 1979
      - Chlororhysis Gazin, 1958
      - Gazinius Bown, 1979
      - Mckennamorphus Szalay, 1976
      - Pseudotetonius Bown, 1974
      - Strigorhysis Bown, 1979
      - Tatmanius Bown & Rose, 1991
      - Teilhardina[6] Simpson, 1940
      - Tetonius Matthew, 1915

  - Subfamilia Microchoerinae Lydekker, 1887
    - Indusomys[7] Gunnell et al., 2008
    - Melaneremia[8] Hooker, 2007
    - Microchoerus Wood, 1844
    - Nannopithex Stehlin, 1916
    - Necrolemur Filhol, 1873
    - Paraloris Fahlbusch, 1995
    - Pseudoloris Stehlin, 1916
    - Vectipithex Hooker & Harrison, 2008

  - Subfamilia Omomyinae Trouessart, 1879
    - Diablomomys[9] Williams & Kirk, 2008
    - Huerfanius Robinson, 1966
    - Mytonius Robinson, 1968
    - Palaeacodon
    - Tribu Rooneyini Szalay, 1976
      - Rooneyia Wilson, 1966

    - Tribu Steiniini
      - Steinius Bown & Rose, 1984

    - Tribu Uintaniini Szalay, 1976
      - Jemezius Beard, 1987
      - Uintanius Matthew, 1915

    - Tribu Hemiacodontini
      - Hemiacodon[10] Marsh, 1872

    - Tribu Omomyini Szalay, 1976
      - Chumachius Stock, 1933
      - Omomys Leidy, 1869

    - Tribu Microtarsiini
      - Yaquius Mason, 1990
      - Macrotarsius Clark, 1941

    - Tribu Washakiini Szalay, 1976
      - Dyseolemur Stock, 1934
      - Loveina Simpson, 1940
      - Shoshonius Granger, 1910
      - Washakius Leidy, 1873

    - Tribu Utahiini Szalay, 1976
      - Asiomomys Wang & Li, 1990
      - Chipataia Rasmussen, 1996
      - Utahia[5] Gazin, 1958
      - Stockia Gazin, 1958

    - Tribu Ourayiini Gunnell, 1995
      - Ageitodendron Gunnell, 1995
      - Ourayia Gazin, 1958
      - Wyomomys Gunnell, 1995

  - Subfamilia Tarkadectinae Szalay & Lucas, 1996
    - Tarka McKenna, 1990
    - Tarkadectes McKenna, 1990
    - Tarkops[11] Ni et al., 2009